# Adoro a mi tierra
‘Adoro a mi tierra’는 아르테미노 산토요가 쓰고, 플로르 실베스트레가 부른 노래이다. 산토요는 실베스트레가 자신의 고향인  과나후아토주의 살라만카에 헌정하기 위한 곡을 만들어달라는 요청을 듣고 만들어주었다. 1950년에 녹음 및 발매하였으며, 실베스트레의 첫 히트곡으로도 알려져 있다. 2016년 소니 뮤직에서 디지털로 재발매하였다.